# Nati nel 1823
| Questa pagina contiene informazioni ricavate automaticamente dalle voci biografiche con l'ausilio del template Bio e di un bot. L'aggiornamento è periodico e automatico e ricostruisce completamente la pagina. Se manca una persona in questa lista, sei pregato di non aggiungerla, ma accertati piuttosto che la sua voce biografica contenga il template Bio e che i dati anagrafici siano correttamente compilati. Se il template Bio manca, inseriscilo tu stesso o, in alternativa, metti l'avviso {{tmp\|Bio}} che ne segnala la mancanza. Se i dati riportati sono sbagliati, correggi direttamente la voce biografica; le modifiche saranno visibili in questa lista entro pochi giorni. Per chiarimenti vedi il progetto biografie. La lista contiene solo le 412 persone che sono citate nell'enciclopedia e per le quali è stato implementato correttamente il template Bio. Pagina aggiornata al 18 ago 2025. |

## Gennaio(29)
- 1º gennaio - Manuel Baquedano, generale e politico cileno († 1897)
- 1º gennaio - Enrico Molaschi, musicista e cantante italiano († 1911)
- 1º gennaio - Sándor Petőfi, poeta e patriota ungherese († 1849)
- 2 gennaio - Théodore Deck, ceramista francese († 1891)
- 3 gennaio - Jacques-Nicolas Lemmens, compositore e organista belga († 1881)
- 3 gennaio - Heinrich Gustav Reichenbach, botanico e ornitologo tedesco († 1889)
- 3 gennaio - Robert Whitehead, inventore, ingegnere e imprenditore britannico († 1905)
- 5 gennaio - José María Iglesias, politico messicano († 1891)
- 8 gennaio - Georg Ferdinand von Waldburg-Zeil, nobile, presbitero e missionario tedesco († 1866)
- 8 gennaio - Alfred Russel Wallace, naturalista, geografo e biologo britannico († 1913)
- 11 gennaio - Pierre Philippe Denfert-Rochereau, politico e militare francese († 1878)
- 12 gennaio - Rosalia Montmasson, patriota italiana († 1904)
- 13 gennaio - Giacomo Cattani, cardinale e arcivescovo cattolico italiano († 1887)
- 14 gennaio - Carlo III di Parma, nobile italiano († 1854)
- 15 gennaio - Almerico Cristin, veterinario italiano († 1891)
- 15 gennaio - Jean Auguste Margueritte, generale francese († 1870)
- 15 gennaio - Biagio Miraglia, presbitero, patriota e poeta italiano († 1885)
- 18 gennaio - Victor Ruffy, avvocato e politico svizzero († 1869)
- 19 gennaio - Filippo Cesare Messedaglia, architetto e ingegnere italiano († 1901)
- 20 gennaio - Imre Madách, drammaturgo e scrittore ungherese († 1864)
- 22 gennaio - Mario Mocenni, cardinale italiano († 1904)
- 23 gennaio - Diomede Bonamici, medico e letterato italiano († 1912)
- 24 gennaio - Julien Belleville, inventore e imprenditore francese († 1896)
- 27 gennaio - Édouard Lalo, compositore francese († 1892)
- 28 gennaio - Leonardo Campochiesa, pittore italiano († 1906)
- 28 gennaio - Moritz Schiff, fisiologo e anatomista tedesco († 1896)
- 29 gennaio - Joseph-Marie Timon David, presbitero francese († 1891)
- 30 gennaio - Ignazio Persico, cardinale e arcivescovo cattolico italiano († 1895)
- 31 gennaio - Joseph-Jean-Pierre Laurent, astronomo francese († 1900)

## Febbraio(30)
- 1º febbraio - Georg Michael Pfaff, artigiano e imprenditore tedesco († 1893)
- 1º febbraio - Alfred van der Smissen, generale belga († 1895)
- 2 febbraio - Alessandro Castellani, orafo, antiquario e collezionista d'arte italiano († 1883)
- 2 febbraio - Philippe Chaperon, pittore e scenografo francese († 1906)
- 2 febbraio - Giovanni Rustici, patriota italiano († 1863)
- 3 febbraio - Spencer Fullerton Baird, ornitologo statunitense († 1887)
- 3 febbraio - Giuseppe Francesco Blais, funzionario italiano († 1889)
- 6 febbraio - Vincenzo Selvaggi, poeta, scrittore e patriota italiano († 1845)
- 8 febbraio - Ilario Alibrandi, giurista italiano († 1894)
- 10 febbraio - Elizabeth Hayes, religiosa britannica († 1894)
- 12 febbraio - Richard Belcredi, politico austriaco († 1902)
- 12 febbraio - Michelangelo Maiorfi, architetto italiano († 1906)
- 13 febbraio - Franz Pichler von Deeben, militare austriaco
- 13 febbraio - Arnold Rikli, medico svizzero († 1906)
- 13 febbraio - Adolfo Targioni Tozzetti, botanico, zoologo e entomologo italiano († 1902)
- 14 febbraio - Heinrich Rückert, germanista e storico tedesco († 1875)
- 15 febbraio - Valerio Beneventani, avvocato e politico italiano
- 15 febbraio - Li Hongzhang, politico, generale e ammiraglio cinese († 1901)
- 16 febbraio - Henry F. Teschemacher, politico e artista statunitense († 1904)
- 18 febbraio - Jasper Francis Cropsey, pittore statunitense († 1900)
- 20 febbraio - Vincenzo Sprovieri, avvocato, militare e politico italiano († 1895)
- 21 febbraio - Eduard Oscar Schmidt, botanico e zoologo tedesco († 1886)
- 23 febbraio - John Braxton Hicks, medico inglese († 1897)
- 25 febbraio - Gaetano Sangiorgi, politico italiano († 1884)
- 26 febbraio - Vincenzo Dorsa, scrittore italiano († 1885)
- 26 febbraio - Gustav Adolf von Hohenlohe-Schillingsfürst, cardinale tedesco († 1896)
- 26 febbraio - Joseph LeConte, geologo statunitense († 1901)
- 27 febbraio - William B. Franklin, generale e imprenditore statunitense († 1903)
- 28 febbraio - Federico Francesco II di Meclemburgo-Schwerin, nobile († 1883)
- 28 febbraio - Ernest Renan, filosofo, filologo e storico delle religioni francese († 1892)

## Marzo(31)
- 3 marzo - Gyula Andrássy il Vecchio, politico ungherese († 1890)
- 4 marzo - Ernest Charles Vanéechout, militare francese († 1859)
- 6 marzo - Carlo I di Württemberg, sovrano († 1891)
- 8 marzo - Domenico Pannaci, giurista e patriota italiano († 1865)
- 11 marzo - Ol'ga Nikolaevna Poltavševa, nobildonna e filantropa russa († 1880)
- 13 marzo - Francesco Battaglini, cardinale e arcivescovo cattolico italiano († 1892)
- 13 marzo - Otto Gildemeister, giornalista, traduttore e politico tedesco († 1902)
- 13 marzo - Joseph Späth, ginecologo austriaco († 1896)
- 14 marzo - Théodore de Banville, poeta e scrittore francese († 1891)
- 14 marzo - Raffaele Trabucco, patriota italiano
- 16 marzo - John Stallo, giurista, filosofo e ambasciatore tedesco († 1900)
- 17 marzo - Carlo Petri, politico italiano († 1905)
- 17 marzo - Franz Schrüfer, compositore di scacchi tedesco († 1909)
- 18 marzo - Alfred Chanzy, generale francese († 1883)
- 18 marzo - Xavier de Montépin, scrittore francese († 1902)
- 19 marzo - Adelgonda di Baviera, principessa († 1914)
- 20 marzo - Ned Buntline, scrittore e giornalista statunitense († 1886)
- 21 marzo - Luigi Boscolo, artista e incisore italiano († 1906)
- 21 marzo - Jules Émile Planchon, botanico francese († 1888)
- 22 marzo - David Ivanovič Grimm, architetto e storico dell'arte russo († 1898)
- 23 marzo - Enrico Carfagnini, arcivescovo cattolico italiano († 1904)
- 23 marzo - Schuyler Colfax, politico statunitense († 1885)
- 23 marzo - Aaron Samuel French, imprenditore e filantropo statunitense († 1902)
- 23 marzo - Pietro Pellizzari, medico italiano († 1892)
- 23 marzo - Henry Adoniram Swift, politico statunitense († 1869)
- 23 marzo - George Henry Williams, politico statunitense († 1910)
- 25 marzo - Francesco Gilardini, politico italiano († 1890)
- 26 marzo - Carlo Felice Biscarra, pittore, critico d'arte e archeologo italiano († 1894)
- 29 marzo - Sidney Frances Bateman, attrice teatrale, commediografa e direttrice teatrale statunitense († 1881)
- 31 marzo - Domenico Bartoli, politico, magistrato e avvocato italiano († 1897)
- 31 marzo - Carel Max Quaedvlieg, pittore olandese († 1874)

## Aprile(34)
- 1º aprile - Simon Bolivar Buckner, generale e politico statunitense († 1914)
- 2 aprile - Giuseppe Libertini, patriota italiano († 1874)
- 2 aprile - John Edmond Owens, attore teatrale inglese († 1886)
- 3 aprile - Peter Esseiva, poeta e politico svizzero († 1899)
- 3 aprile - William M. Tweed, politico statunitense († 1878)
- 4 aprile - Carl Wilhelm Siemens, ingegnere tedesco († 1883)
- 4 aprile - Rainero Taddei, patriota e militare italiano († 1866)
- 7 aprile - Antonio Croci, architetto svizzero († 1884)
- 8 aprile - Rosina Penco, soprano italiano († 1894)
- 9 aprile - Rudolph Feilding, VIII conte di Denbigh, nobile inglese († 1892)
- 9 aprile - Albert Flamm, pittore tedesco († 1906)
- 10 aprile - Thomas R. R. Cobb, politico e generale statunitense († 1862)
- 11 aprile - Carl Friedrich von Gerber, giurista e politico tedesco († 1891)
- 12 aprile - Aleksandr Nikolaevič Ostrovskij, drammaturgo russo († 1886)
- 13 aprile - Sabato Morais, rabbino, teologo e educatore italiano († 1897)
- 13 aprile - Oscar Xavier Schlömilch, matematico tedesco († 1901)
- 13 aprile - Cesare Zanolini, militare e politico italiano († 1902)
- 14 aprile - Sigismondo Brandolini Rota, vescovo cattolico italiano († 1908)
- 16 aprile - Gotthold Eisenstein, matematico tedesco († 1852)
- 16 aprile - Ludvig Gade, ballerino, direttore artistico e coreografo danese († 1897)
- 17 aprile - Enrico di Borbone-Spagna, principe spagnolo († 1870)
- 19 aprile - Jan Simon Gerardus Gramberg, scrittore, medico e avventuriero olandese († 1888)
- 20 aprile - Cesare Lucatelli, patriota italiano († 1861)
- 22 aprile - Ferdinando Agostini Venerosi della Seta, politico, patriota e militare italiano († 1852)
- 23 aprile - Pierre-Charles Comte, pittore francese († 1895)
- 24 aprile - Elia Benamozegh, rabbino italiano († 1900)
- 24 aprile - Gabriele Camozzi, patriota e politico italiano († 1869)
- 24 aprile - Sebastián Lerdo de Tejada, politico messicano († 1889)
- 24 aprile - James Stopford, V conte di Courtown, nobile irlandese († 1914)
- 25 aprile - Abdülmecid I, sultano ottomano († 1861)
- 27 aprile - Marie Edmond Valentin, politico e militare francese († 1879)
- 29 aprile - Joseph-Alfred Foulon, cardinale e arcivescovo cattolico francese († 1893)
- 30 aprile - George Douglas Campbell, VIII duca di Argyll, politico scozzese († 1900)
- 30 aprile - Paul Janet, filosofo e saggista francese († 1899)

## Maggio(30)
- 2 maggio - José Vicente Barbosa du Bocage, naturalista e politico portoghese († 1907)
- 5 maggio - Lydia Folger Fowler, medico, attivista e scienziata statunitense († 1879)
- 5 maggio - Youssef Karam, patriota, condottiero e letterato libanese († 1889)
- 6 maggio - Johannes Duntze, pittore tedesco († 1895)
- 7 maggio - Fabio Borbottoni, pittore italiano († 1901)
- 8 maggio - Francisco Laso, pittore e politico peruviano († 1869)
- 9 maggio - Domenico Laboccetta, violoncellista e cantante italiano († 1896)
- 10 maggio - John Sherman, politico statunitense († 1900)
- 11 maggio - Aleksander Alekseevič Bobrinskij, politico e genealogista russo († 1903)
- 11 maggio - Giacomo Griziotti, militare italiano († 1872)
- 11 maggio - Giacomo Margotti, presbitero, giornalista e teologo italiano († 1887)
- 11 maggio - Michele de' Medici di Ottajano, politico italiano († 1882)
- 11 maggio - Rafael Rodríguez Arias, ammiraglio e politico spagnolo († 1892)
- 11 maggio - Alfred Stevens, pittore belga († 1906)
- 12 maggio - Achille Bernardi, politico italiano
- 12 maggio - John Russell Hind, astronomo britannico († 1895)
- 13 maggio - Achille Apolloni, cardinale italiano († 1893)
- 13 maggio - John Wolley, ornitologo britannico († 1859)
- 16 maggio - Heymann Steinthal, filologo e filosofo tedesco († 1899)
- 17 maggio - Giulio Hardouin, I duca di Gallese, nobile e militare francese († 1905)
- 17 maggio - Michelangelo Pantanella, imprenditore italiano († 1897)
- 19 maggio - Thomas William Croke, arcivescovo cattolico irlandese († 1902)
- 19 maggio - Gabriella Thevenin, religiosa italiana († 1889)
- 21 maggio - Adolph Carl von Rothschild, banchiere tedesco († 1900)
- 23 maggio - Lorenzo Ginori Lisci, nobile, politico e imprenditore italiano († 1878)
- 23 maggio - Ante Starčević, politico croato († 1896)
- 24 maggio - Giuseppe Raggio, pittore italiano († 1916)
- 27 maggio - John G. Foster, generale statunitense († 1874)
- 30 maggio - Giuseppe Micheli, generale e ingegnere italiano († 1883)
- 31 maggio - Martin Čulen, insegnante, patriota e presbitero slovacco († 1894)

## Giugno(28)
- 1º giugno - Andrea Botturi, avvocato italiano († 1902)
- 1º giugno - Ján Gotčár, presbitero, attivista e insegnante slovacco († 1883)
- 2 giugno - Adolf Bernhard Christoph Hilgenfeld, biblista e teologo tedesco († 1907)
- 3 giugno - Matthew George Easton, scrittore scozzese († 1894)
- 4 giugno - Aleksander Kazimierz Bereśniewicz, vescovo cattolico polacco († 1902)
- 4 giugno - Lorenzo Carbonari, patriota italiano († 1890)
- 5 giugno - John Strachey, politico britannico († 1907)
- 6 giugno - Leopoldo Luigi d'Asburgo-Lorena, nobile, generale e ammiraglio austriaco († 1898)
- 7 giugno - Giuseppe Fiorelli, archeologo e numismatico italiano († 1896)
- 8 giugno - Angelo Scarsellini, patriota italiano († 1852)
- 10 giugno - James Archer, pittore britannico († 1904)
- 10 giugno - Antonio Piterà, vescovo cattolico e teologo italiano († 1913)
- 11 giugno - James Lawson Kemper, politico, avvocato e militare statunitense († 1895)
- 12 giugno - William Henry Hunt, politico statunitense († 1884)
- 12 giugno - Teophiel Verbist, presbitero belga († 1868)
- 13 giugno - Gustave Cluseret, militare e politico francese († 1900)
- 15 giugno - Clemente Rospigliosi, nobile italiano († 1897)
- 15 giugno - Augusto Carlos Teixeira de Aragão, storico, numismatico e archeologo portoghese († 1903)
- 16 giugno - Michail Nikolaevič Lopatin, avvocato e scrittore russo († 1900)
- 18 giugno - Giovanni Diana, politico italiano († 1903)
- 21 giugno - Jean Chacornac, astronomo francese († 1873)
- 23 giugno - Scipione Salviati, nobile e politico italiano († 1892)
- 24 giugno - Martial Chazotte, militare francese († 1885)
- 27 giugno - Edoardo Pecco, architetto e ingegnere italiano († 1886)
- 28 giugno - Cesare Bertea, avvocato e politico italiano († 1886)
- 28 giugno - Louise Lavoye, soprano francese († 1897)
- 30 giugno - Antonio Caccianiga, politico, patriota e scrittore italiano († 1909)
- 30 giugno - Carlo Pavone, patriota italiano († 1899)

## Luglio(32)
- 1º luglio - Carlo Canera di Salasco, generale italiano († 1891)
- 2 luglio - Paul Bouré, scultore e pittore belga († 1848)
- 2 luglio - Julius Raschdorff, architetto tedesco († 1914)
- 3 luglio - Giovanni Andrea Berlam, architetto austriaco († 1892)
- 6 luglio - Sophie Adlersparre, editrice e attivista svedese († 1895)
- 6 luglio - Vincenzo Petrocelli, pittore italiano († 1896)
- 7 luglio - William Montague Browne, politico e militare statunitense († 1883)
- 7 luglio - John Kells Ingram, economista, scrittore e poeta irlandese († 1907)
- 7 luglio - Domenico Morelli, pittore e politico italiano († 1901)
- 8 luglio - Francesco Marzi, politico italiano († 1903)
- 9 luglio - Ugolino della Gherardesca, politico italiano († 1882)
- 10 luglio - Sanford Robinson Gifford, pittore statunitense († 1880)
- 11 luglio - Benjamin Gastineau, scrittore e giornalista francese († 1904)
- 13 luglio - Eugène Manuel, poeta e scrittore francese († 1901)
- 14 luglio - Pëtr Lavrovič Lavrov, giornalista, filosofo e rivoluzionario russo († 1900)
- 15 luglio - Alessandro d'Assia, nobile († 1888)
- 16 luglio - Domenico Carbone, patriota e scrittore italiano († 1883)
- 16 luglio - Giovanni Battista Alessio Tommasi, vescovo cattolico italiano († 1887)
- 17 luglio - Giuseppe Garneri, politico italiano († 1905)
- 18 luglio - Antonio Prudenza, tenore italiano († 1900)
- 20 luglio - Francesco Gloria, politico italiano († 1902)
- 22 luglio - Raphaël Bischoffsheim, banchiere, politico e mecenate francese († 1906)
- 23 luglio - Camillo Fontanelli, politico italiano († 1891)
- 23 luglio - Coventry Patmore, poeta inglese († 1896)
- 23 luglio - Alexandre Antonin Taché, missionario e arcivescovo cattolico canadese († 1894)
- 25 luglio - James D. Bulloch, marinaio e agente segreto statunitense († 1901)
- 25 luglio - Julius Victor Carus, zoologo e entomologo tedesco († 1903)
- 25 luglio - Eugène Eschassériaux, politico e nobile francese († 1906)
- 29 luglio - Hendrik Beyaert, architetto belga († 1894)
- 31 luglio - Édouard-Gérard Balbiani, entomologo francese († 1899)
- 31 luglio - Cristoforo Bellotti, ittiologo, paleontologo e filantropo italiano († 1919)
- 31 luglio - Fabius Brest, pittore francese († 1900)

## Agosto(29)
- 1º agosto - Bernardino Maceri, politico italiano († 1871)
- 2 agosto - Arturo Conti, architetto italiano († 1900)
- 2 agosto - Edward Augustus Freeman, storico inglese († 1892)
- 3 agosto - Francisco Asenjo Barbieri, compositore e musicista spagnolo († 1894)
- 4 agosto - Oliver P. Morton, politico statunitense († 1877)
- 8 agosto - Théodule Ribot, pittore e incisore francese († 1891)
- 10 agosto - Ippolito Amicarelli, politico italiano († 1889)
- 10 agosto - Achille Costa, entomologo italiano († 1898)
- 10 agosto - Antônio Gonçalves Dias, poeta, drammaturgo e insegnante brasiliano († 1864)
- 10 agosto - Giovanni Maurigi, politico, magistrato e avvocato italiano († 1881)
- 11 agosto - Giovanni Battista Adriani, archeologo, storico e numismatico italiano († 1905)
- 11 agosto - Charlotte Mary Yonge, scrittrice, filantropa e insegnante britannica († 1901)
- 12 agosto - William Legge, V conte di Dartmouth, politico inglese († 1891)
- 15 agosto - Gaston Boissier, latinista e storico francese († 1908)
- 15 agosto - Léon Gastinel, compositore e violinista francese († 1906)
- 16 agosto - Giovanni Pianori, patriota italiano († 1855)
- 16 agosto - Luigi Tegas, politico e prefetto italiano († 1897)
- 17 agosto - Catharine Ann Fish Stebbins, attivista e docente britannica († 1904)
- 18 agosto - Eumene Baratta, scultore e artista italiano
- 19 agosto - Giovanni Maria Asara, poeta italiano († 1907)
- 20 agosto - Achille Errani, tenore italiano († 1897)
- 21 agosto - Pietro Monte, religioso e meteorologo italiano († 1888)
- 22 agosto - Carmelo Agnetta, prefetto e patriota italiano († 1889)
- 22 agosto - Achille Astolfi, pittore e incisore italiano († 1900)
- 22 agosto - Louis Martin, francese († 1894)
- 24 agosto - Pietro Ceretti, filosofo e letterato italiano († 1884)
- 26 agosto - Marcellin Desboutin, pittore e scrittore francese († 1902)
- 28 agosto - Tuone Udaina, dalmata († 1898)
- 31 agosto - Joseph Ducaju, scultore e pittore belga († 1891)

## Settembre(27)
- 1º settembre - Louis-Gustave Ricard, pittore francese († 1873)
- 2 settembre - Simone Corleo, politico e filosofo italiano († 1891)
- 2 settembre - Pierre Grivolas, pittore francese († 1906)
- 4 settembre - William Thomas Collings, nobile britannico († 1882)
- 8 settembre - Carlo Livi, fisiologo e psichiatra italiano († 1877)
- 8 settembre - Hippolyte Auguste Marinoni, ingegnere, editore e politico francese († 1904)
- 9 settembre - Joseph Leidy, paleontologo statunitense († 1891)
- 10 settembre - James O'Connor, vescovo cattolico e missionario irlandese († 1890)
- 10 settembre - Richard Temple-Nugent-Brydges-Chandos-Grenville, III duca di Buckingham e Chandos, nobile e politico britannico († 1889)
- 12 settembre - Georg Geyer, pittore austriaco († 1912)
- 12 settembre - Francesco Prudenzano, patriota, docente e scrittore italiano († 1909)
- 12 settembre - Kornel Ujejski, scrittore e patriota polacco († 1897)
- 14 settembre - William Patrick Adam, politico britannico († 1881)
- 16 settembre - Mihailo Obrenović III di Serbia, sovrano serbo († 1868)
- 16 settembre - Francis Parkman, storico e docente statunitense († 1893)
- 17 settembre - Cirillo Emiliano Monzani, storico e politico italiano († 1889)
- 17 settembre - Henry H. Wells, politico e avvocato statunitense († 1890)
- 20 settembre - Michele Lessona, zoologo, scrittore e politico italiano († 1894)
- 21 settembre - Christophe-Ernest Bonjean, arcivescovo cattolico francese († 1892)
- 22 settembre - Costantino Corti, scultore italiano († 1873)
- 25 settembre - Thomas John Wood, generale statunitense († 1906)
- 26 settembre - Robert Boog Watson, zoologo e religioso britannico († 1910)
- 28 settembre - Alexandre Cabanel, pittore francese († 1889)
- 28 settembre - Aniceto Ferrante, vescovo cattolico italiano († 1883)
- 28 settembre - Amos Ocari, ingegnere e patriota italiano († 1897)
- 30 settembre - Ernest Desjardins, epigrafista, archeologo e geografo francese († 1886)
- 30 settembre - Vinzenz Maria Gredler, entomologo, botanico e naturalista austriaco († 1912)

## Ottobre(33)
- 1º ottobre - Sophie Leeves, religiosa inglese († 1906)
- 1º ottobre - Odon Thibaudier, arcivescovo cattolico francese († 1892)
- 5 ottobre - Raffaele Andreoli, letterato italiano († 1891)
- 5 ottobre - Vincenzo Battista, compositore e direttore d'orchestra italiano
- 6 ottobre - George Henry Boker, drammaturgo e poeta statunitense († 1890)
- 8 ottobre - Ivan Sergeevič Aksakov, giornalista e biografo russo († 1886)
- 9 ottobre - Erasmo Colapietro, politico italiano († 1898)
- 9 ottobre - Teresa di Sassonia-Altenburg, principessa tedesca († 1915)
- 9 ottobre - Mary Ann Shadd Cary, attivista, educatrice e scrittrice statunitense († 1893)
- 10 ottobre - William Robertson, avvocato e politico statunitense († 1898)
- 11 ottobre - Edoardo di Sassonia-Weimar-Eisenach, militare tedesco († 1902)
- 15 ottobre - William Montagu, VII duca di Manchester, politico inglese († 1890)
- 16 ottobre - Vincenzo Lazari, numismatico, archeologo e storico italiano († 1864)
- 20 ottobre - Charles Ostyn, operaio francese († 1912)
- 21 ottobre - Emilio Arrieta, compositore spagnolo († 1894)
- 21 ottobre - Enrico Betti, matematico italiano († 1892)
- 21 ottobre - Victor Lemoine, botanico francese († 1911)
- 21 ottobre - Michele Sambiase Sanseverino, militare, dirigente d'azienda e politico italiano († 1905)
- 21 ottobre - Henri de La Tour d'Auvergne-Lauraguais, politico e diplomatico francese († 1871)
- 22 ottobre - Davide Andreotti, politico italiano († 1886)
- 23 ottobre - Adolf von Catty, generale e politico austriaco († 1897)
- 23 ottobre - Emilio Naudin, tenore italiano († 1890)
- 24 ottobre - Luigi Corti, politico e diplomatico italiano († 1888)
- 24 ottobre - James M. Smith, politico statunitense († 1890)
- 26 ottobre - Karl Weinhold, linguista, germanista e medievista tedesco († 1901)
- 27 ottobre - Gregorio II Youssef-Sayour, patriarca cattolico egiziano († 1897)
- 28 ottobre - Pierre Alfred Déséglise, botanico francese († 1883)
- 29 ottobre - François Bertrand, militare francese († 1878)
- 29 ottobre - Franz Xaver von Wegele, storico tedesco († 1897)
- 30 ottobre - Carlo Carcano, politico italiano († 1899)
- 30 ottobre - Domenico Chiodo, generale e architetto italiano († 1870)
- 31 ottobre - Charles Edward Pollock, avvocato inglese († 1897)
- 31 ottobre - Alessandro Serpieri, scienziato e presbitero italiano († 1885)

## Novembre(26)
- 1º novembre - Lascăr Catargiu, politico rumeno († 1899)
- 1º novembre - Andrew Henry, militare britannico († 1870)
- 1º novembre - Isidoro La Lumia, storico e politico italiano († 1879)
- 2 novembre - Enrico Franchini, militare italiano († 1887)
- 2 novembre - Gesualdo Nicola Loschirico, arcivescovo cattolico italiano († 1890)
- 4 novembre - Agostino Burgarella Ajola, imprenditore e patriota italiano († 1892)
- 4 novembre - Charles Tennant, banchiere e imprenditore scozzese († 1906)
- 7 novembre - Ichikawa Danjūrō VIII, attore teatrale e scrittore giapponese († 1854)
- 7 novembre - Pietro Pericoli, banchiere e politico italiano († 1886)
- 8 novembre - Joseph Monier, francese († 1906)
- 8 novembre - Emilio Pallavicini, generale e politico italiano († 1901)
- 8 novembre - Henri Planchat, presbitero francese († 1871)
- 10 novembre - William George McCloskey, vescovo cattolico statunitense († 1909)
- 11 novembre - Eugenio Bonvicini, politico italiano († 1908)
- 14 novembre - Ottavio Coletti, ingegnere e militare italiano († 1894)
- 15 novembre - Bernardo Tolomei, politico italiano († 1910)
- 17 novembre - John Evans, archeologo, numismatico e geologo britannico († 1908)
- 23 novembre - Joseph van Lerius, pittore belga († 1876)
- 24 novembre - Luigi Buzzi Leone, scultore italiano († 1909)
- 24 novembre - Carlo Fenzi, banchiere e politico italiano († 1881)
- 24 novembre - Georg Heinrich Mettenius, botanico tedesco († 1866)
- 25 novembre - Giuseppe Cognata, politico italiano († 1913)
- 27 novembre - Diego Pignatelli, nobile e politico italiano († 1880)
- 27 novembre - Saturnina Rodríguez de Zavalía, religiosa argentina († 1896)
- 27 novembre - Grigorij Soroka, pittore russo († 1864)
- 30 novembre - Tom Arnold, docente e storico della letteratura inglese († 1900)

## Dicembre(29)
- 1º dicembre - Ignazio Di Sortino Specchi Gaetani, avvocato e politico italiano († 1899)
- 1º dicembre - Ernest Reyer, compositore francese († 1909)
- 1º dicembre - Karl Schenk, politico svizzero († 1895)
- 2 dicembre - Antonio Burlando, patriota italiano († 1895)
- 2 dicembre - Oscar Dickson, esploratore, imprenditore e filantropo svedese († 1897)
- 4 dicembre - Costanzo Mazzoni, chirurgo italiano († 1885)
- 4 dicembre - Franz Heinrich Reusch, teologo tedesco († 1900)
- 5 dicembre - Carlo Mariani, ingegnere, architetto e militare italiano († 1883)
- 6 dicembre - Johannes Henricus Brand, politico († 1888)
- 6 dicembre - Max Müller, filosofo, filologo e storico delle religioni tedesco († 1900)
- 7 dicembre - Leopold Kronecker, matematico e logico tedesco († 1891)
- 7 dicembre - Carlo Poma, medico e patriota italiano († 1852)
- 8 dicembre - Ján Čipka, avvocato, imprenditore e attivista slovacco († 1902)
- 10 dicembre - Theodor Kirchner, pianista e compositore tedesco († 1903)
- 13 dicembre - Jules Louis Lewal, generale e scrittore francese († 1908)
- 16 dicembre - Pier Luigi Bembo, politico italiano († 1882)
- 22 dicembre - Jean-Henri Fabre, entomologo e naturalista francese († 1915)
- 22 dicembre - Thomas Wentworth Higginson, politico e patriota statunitense († 1911)
- 23 dicembre - Thomas W. Evans, dentista statunitense († 1897)
- 23 dicembre - Alexandru Flechtenmacher, compositore, violinista e direttore d'orchestra rumeno († 1898)
- 23 dicembre - Ferdinando Meucci, archivista e storico della scienza italiano († 1893)
- 25 dicembre - Edmund Chipp, organista e compositore inglese († 1886)
- 26 dicembre - Carlo Acquaviva d'Aragona, nobile e politico italiano († 1892)
- 26 dicembre - John Elliot Cairnes, economista irlandese († 1875)
- 27 dicembre - Mackenzie Bowell, politico canadese († 1917)
- 28 dicembre - Lazzaro Negrotto Cambiaso, politico italiano († 1902)
- 29 dicembre - Désiré, baritono e attore teatrale francese († 1873)
- 29 dicembre - Benedetto Maramotti, politico e prefetto italiano († 1896)
- 30 dicembre - Herman David Weber, medico e numismatico tedesco († 1918)

## Senza giorno specificato(54)
- Jakob Amsler-Laffon, matematico svizzero († 1912)
- Reginaldo Ansidei, politico italiano († 1892)
- Krishna Bahadur Rana, politico nepalese († 1863)
- Ludwig Bamberger, politico e banchiere tedesco († 1899)
- Théodore Barrière, attore teatrale, drammaturgo e scrittore francese († 1877)
- Filippo Biganzoli, scultore italiano († 1894)
- Luigi Bossi, militare e patriota italiano († 1870)
- William Brinton, fisiologo britannico († 1867)
- Nikolaj Bunge, economista russo († 1895)
- Antonio Catenacci, patriota e farmacista italiano († 1854)
- Giorgio Tommaso Cimino, avvocato, librettista e politico italiano († 1905)
- Coda Chiazzata, condottiero nativo americano († 1881)
- Lorenzo Coleschi, storico e bibliotecario italiano († 1897)
- Francesco Curci, imprenditore e editore italiano († 1912)
- Pietro Fossa, avvocato e politico italiano († 1878)
- Francesco Francesconi, religioso e filosofo italiano († 1892)
- Phineas Gage, operaio statunitense († 1860)
- Sophie Gengembre Anderson, pittrice britannica († 1903)
- Fred Gerard, militare statunitense († 1913)
- Salvatore Ghisaura, pittore italiano († 1889)
- Cesare Golia, politico italiano († 1899)
- Harriet Howard, attrice teatrale inglese († 1865)
- Patrick Kennedy, imprenditore irlandese († 1858)
- Francesco Lagomarsino, predicatore italiano († 1909)
- Auguste François Le Jolis, botanico francese († 1904)
- Luigi Maschi, medico e saggista italiano († 1897)
- Angelo Maria Mazzia, pittore italiano († 1891)
- Beniamino Montemerlo, avvocato e politico italiano († 1892)
- Augusta de Montléart, artista e nobile francese († 1885)
- Nalandil Hanim, principessa († 1865)
- Juan N. Navarro, generale e medico messicano († 1914)
- Léonce, tenore e attore francese († 1900)
- William Oliver, pittore britannico († 1901)
- Emilio Pancani, tenore italiano († 1897)
- Mary Peake, insegnante e filantropa statunitense († 1862)
- Nathanael Pringsheim, botanico tedesco († 1894)
- Stefano Ribera, librettista, scrittore e giornalista italiano († 1888)
- Luigi Ricci, pittore, scenografo e fotografo italiano († 1896)
- Giulio Roberti, compositore e musicista italiano († 1891)
- Giulio Rossi, pittore e fotografo italiano († 1884)
- Shima Ryū, fotografa giapponese († 1900)
- Francisco Sainz Pinto, pittore spagnolo († 1853)
- José Antonio Saraiva, politico brasiliano († 1895)
- Servetseza Kadin, principessa († 1878)
- John, II Simmons, pittore, illustratore e incisore inglese († 1876)
- William Simpson, pittore scozzese († 1899)
- Fanny Tardini-Vladicescu, attrice teatrale rumena († 1908)
- Robert Tonge, pittore britannico († 1856)
- Ahmed Vefik Pascià, politico turco († 1891)
- Guillermo Tell Villegas, politico venezuelano († 1907)
- Giovanni Vollaro, patriota e militare italiano († 1880)
- William Wardell, architetto australiano († 1899)
- Charles de Souancé, ornitologo francese († 1896)
- Wilhelm von Bossi-Fedrigotti, avvocato e politico austriaco († 1905)